# Code golf
 (septembre 2015).
Si vous disposez d'ouvrages ou d'articles de référence ou si vous connaissez des sites web de qualité traitant du thème abordé ici, merci de compléter l'article en donnant les références utiles à sa vérifiabilité et en les liant à la section « Notes et références ».
Pour les articles homonymes, voir Golf (homonymie).
Le code golf est une compétition de programmation récréative durant laquelle chaque participant s'efforce d'implémenter un algorithme donné en produisant un programme le plus court possible (à ne pas confondre avec le binary sizecoding, qui s’intéresse à la taille finale du binaire exécutable). Il se peut que l'on nomme ce type de défi à partir du langage utilisé (on parlera alors, par exemple, de Perl golf).
Bien que le terme de « code golf » ait apparemment été utilisé en 1999 avec Perl, puis popularisé plus tard de par l'utilisation de ce même langage pour le développement de programmes de chiffrement RSA, des compétitions du même genre ont eu lieu avant, utilisant le langage APL et probablement d'autres.
Les plateformes Codewars et CodinGame proposent, entre autres exercices, des énigmes de type code golf.

## Langages spécialisés
Plusieurs langages de programmation ont été développés dans le but de répondre aux besoins des « code-golfeurs » comme par exemple le GolfScript.

## Communauté
Une communauté s'est formée autour du code golf et échange ses astuces principalement sur Codegolf StackExchange.